# Hypotrachyna laevigata
Hypotrachyna laevigata är en lavart som först beskrevs av James Edward Smith, och fick sitt nu gällande namn av Hale. Hypotrachyna laevigata ingår i släktet Hypotrachyna och familjen Parmeliaceae.   Inga underarter finns listade i Catalogue of Life.